# Sergej Goerenko
Sergej Goerenko (Wit-Russisch: Сяргей Гурэнка, Sjarhej Hoerenka, Russisch: Сергей Витальевич Гуренко, Sergej Vitaljevitsj Goerenko) (Grodno, 30 september 1972) is een Wit-Russische voetbalcoach en gewezen voetballer. Hij speelde onder meer voor Lokomotiv Moskou, AS Roma en Neman Grodno. Tussen 1994 en 2006 kwam hij 80 keer in actie voor het Wit-Russisch voetbalelftal.

## Spelerscarrière
Sergej Goerenko startte zijn spelerscarrière in zijn geboortestad. In 1989 maakte hij zijn debuut in het eerste elftal van Chimik Grodno, dat later zou omgedoopt worden tot Neman Grodno. De club speelde tot 1991 in de derde divisie van de Sovjet-Unie. Na de onafhankelijkheid van Wit-Rusland werd Grodno een onderdeel van de Vysjejsjaja Liga. In 1993 veroverde Goerenko de Wit-Russische beker. In de finale won Grodno met 2-1 van Vedritsj Retsjitsa. Goerenko speelde de hele finale als linksachter.
In 1995 versierde de 23-jarige verdediger een transfer naar het Russische Lokomotiv Moskou. In het elftal van coach Yuri Semin groeide hij meteen uit tot een titularis. In zijn eerste jaar werd de club meteen vicekampioen. In zowel 1996 als 1997 veroverde hij met Lokomotiv Moskou de beker. In de finale van 1996 werd Spartak Moskou met 3-2 verslagen door een late treffer van Yuri Drozdov. Een jaar later won Lokomotiv de beker door met 2-0 te winnen van Dinamo Moskou. In beide finales stond Goerenko 90 minuten op het veld.
Na vier jaar besloot de Wit-Rus de overstap te maken naar de Serie A. Topclub AS Roma betaalde 10,58 miljard lire (zo'n 6 miljoen euro) voor zijn transfer. Maar Gurenko kon niet doorbreken in het team van trainer Fabio Capello. Gedurende het seizoen 2000/01 werd hij uitgeleend aan Real Zaragoza. Met de Spaanse club wist hij net boven de degradatiezone te eindigen en de Copa del Rey te veroveren. Gurenko speelde de volledige finale tegen Celta de Vigo en zag zijn team overtuigend met 3-1 winnen.
Na de bekerwinst keerde hij terug naar Italië, waar hij ditmaal aan de slag ging bij Parma. Ook bij deze club brak Gurenko niet door en dus mocht hij in de zomer van 2002 vertrekken naar Piacenza. Bij de bescheiden club kreeg hij meer speelkansen. Piacenza sloot het seizoen af op de zestiende plaats en degradeerde in 2003 naar de Serie B.
De inmiddels 31-jarige Gurenko keerde na de degradatie terug naar Lokomotiv Moskou, waar hij herenigd werd met coach Yuri Semin. Als verdedigende middenvelder en vicekapitein werd hij opnieuw een belangrijke speler. In 2004 veroverde Lokomotiv Moskou voor de tweede keer in haar geschiedenis de landstitel. Drie jaar later won de club ook de beker.
In december 2008 ging Gurenko voor het eerst sinds 1995 aan de slag in zijn vaderland. Hij vertrok transfervrij naar het Dinamo Minsk van de Servische trainer Slavoljub Muslin, met wie hij al eens had samengewerkt bij Lokomotiv Moskou. In augustus 2009 zette Gurenko een punt achter zijn spelerscarrière. In 2014 kwam hij nog even terug uit pensioen. Hij speelde toen zeven duels voor de Wit-Russische tweedeklasser Partizan Minsk.

## Statistieken
| Seizoen | Club                 | Competitie           | Wed. | Goals |
| ------- | -------------------- | -------------------- | ---- | ----- |
| 1989    | Khimik Grodno        | Vtoraya Liga 5. Zona | 7    | 0     |
| 1990    | Khimik Grodno        | Vtoraya Liga 5. Zona | 41   | 1     |
| 1991    | Khimik Grodno        | Vtoraya Liga 5. Zona | 38   | 2     |
| 1992    | Khimik Grodno        | Vysjejsjaja Liga     | 15   | 0     |
| 1992/93 | Neman Grodno         | Vysjejsjaja Liga     | 29   | 0     |
| 1993/94 | Neman Grodno         | Vysjejsjaja Liga     | 20   | 0     |
| 1994/95 | Neman Grodno         | Vysjejsjaja Liga     | 26   | 2     |
| 1995    | Lokomotiv Moskou     | Premjer-Liga         | 13   | 0     |
| 1996    | Lokomotiv Moskou     | Premjer-Liga         | 32   | 1     |
| 1997    | Lokomotiv Moskou     | Premjer-Liga         | 32   | 1     |
| 1998    | Lokomotiv Moskou     | Premjer-Liga         | 29   | 0     |
| 1999    | Lokomotiv Moskou     | Premjer-Liga         | 6    | 2     |
| 1999/00 | AS Roma              | Serie A              | 6    | 0     |
| 2000/01 | Real Zaragoza (huur) | Primera División     | 11   | 0     |
| 2001/02 | Parma                | Serie A              | 3    | 0     |
| 2002/03 | Piacenza             | Serie A              | 25   | 1     |
| 2003    | Lokomotiv Moskou     | Premjer-Liga         | 4    | 0     |
| 2004    | Lokomotiv Moskou     | Premjer-Liga         | 26   | 0     |
| 2005    | Lokomotiv Moskou     | Premjer-Liga         | 26   | 0     |
| 2006    | Lokomotiv Moskou     | Premjer-Liga         | 29   | 1     |
| 2007    | Lokomotiv Moskou     | Premjer-Liga         | 29   | 1     |
| 2008    | Lokomotiv Moskou     | Premjer-Liga         | 28   | 0     |
| 2008/09 | Dinamo Minsk         | Vysjejsjaja Liga     | 15   | 0     |
| 2013/14 | Partizan Minsk       | Persjaja Liga        | 7    | 0     |
| TOTAAL  | TOTAAL               | TOTAAL               | 468  | 12    |

## Nationale ploeg
Op 5 mei 1994 debuteerde Gurenko in het Wit-Russisch voetbalelftal. Later zou hij de aanvoerder van de nationale ploeg worden. De verdediger speelde in totaal 80 interlands voor Wit-Rusland. Enkel Alyaksandr Kulchy (102) kwam vaker in actie voor de nationale ploeg.

## Trainerscarrière
Na het vertrek van hoofdcoach Slavoljub Muslin in juli 2009 koos het bestuur van Dinamo Minsk voor Kirill Alshevskiy als nieuwe trainer. Gurenko werd gepromoveerd tot assistent-trainer, hoewel hij op dat ogenblik ook nog als speler actief was. Een maand later werd Alshevskiy ontslagen, zette Gurenko een punt achter zijn spelerscarrière en werd hij gepromoveerd tot hoofdcoach. In mei 2010 werd Gurenko zelf aan de deur gezet.
Vervolgens was hij twee seizoenen trainer van Tarpeda-BelAZ Zjodzina. Met de Wit-Russische club mocht hij in het seizoen 2010/11 deelnemen aan de UEFA Europa League. Het was de eerste keer dat Tarpeda-BelAZ Zjodzina Europees mocht spelen. De club werd in de tweede voorronde uitgeschakeld door OFK Belgrado.
In de zomer van 2012 keerde Gurenko terug naar Dinamo Minsk. Ditmaal kreeg hij de functie van sportief directeur. In april 2013 stapte hij op om bij het Russische FK Krasnodar de nieuwe assistent van Slavoljub Muslin te worden. Enkele maanden later werden Muslin en Gurenko ontslagen. In februari 2014 werd hij bij Spartak Nalchik de assistent van zijn vroegere ploeggenoot Khasanbi Bidzhiyev. Enkele maanden later verliet hij de club om als assistent van Muslin aan de slag te gaan bij het Russische Amkar Perm. Na de heenronde van het seizoen 2014/15 werden Muslin en Gurenko opnieuw ontslagen.

## Erelijst
Neman Grodno:
- Beker van Wit-Rusland (1): 1993

 Lokomotiv Moskou:
- Premjer-Liga (1): 2004
- Beker van Rusland (3): 1996, 1997, 2007
- Russische supercup (1): 2005

 Real Zaragoza:
- Copa del Rey (1): 2001